# トマス・サウスウェル (第3代サウスウェル子爵)
第3代サウスウェル子爵トマス・アンソニー・サウスウェル（英語: Thomas Anthony Southwell, 3rd Viscount Southwell KP、1777年2月25日 – 1860年2月29日）は、アイルランド貴族。

## 生涯
第2代サウスウェル子爵トマス・アーサー・サウスウェルとソフィア・マリア・ジョセファ・ウォルシュ（Sophia Maria Josepha Walsh、1796年1月27日没、フランシス・ジョセフ・ウォルシュの娘）の息子として、1777年2月25日にハマースミスで生まれた。1796年2月15日に父が死去すると、サウスウェル子爵位を継承した。
1799年5月7日、ジェーン・バークリー（Jane Berkeley、1776年頃 – 1853年10月26日、ジョン・バークリーの娘）と結婚、2男5女をもうけた。
- トマス・アーサー（1801年10月22日 – 1829年12月31日 パリ）
- チャールズ・ヘンリー・ロバート（1807年11月26日 – ?） - 早世、生涯未婚
- ソフィア・キャサリナ・マリア（Sophia Catherina Maria） - 1830年6月7日、シャルル・オーギュスト・ド・ショワズール＝ボープレ侯爵（Charles Auguste, Marquis de Choiseul Beaupré）と結婚
- ローラ・マリア・ヘレナ（1864年2月1日没）
- ポーリーナ・マリア・マデリーナ（Paulina Maria Madelina） - 生涯未婚
- マティルダ・マリア（Matilda Maria、1882年5月25日没） - 1839年9月28日、リチャード・モア・オフェラル（英語版）（1797年 – 1880年）と結婚、子供あり[3]
- ポーリーナ・イライザ・マリア（Paulina Eliza Maria）

1837年2月12日、聖パトリック勲章を授与された。
1860年2月29日に死去、弟アーサー・フランシスの息子トマス・アーサー・ジョセフが爵位を継承した。